# 洛德·道格
洛德·道格（英語：Road Dogg，1969年5月20日—），本名布萊恩·吉拉德·詹姆斯（英語：Brian Girard James），是世界摔角娛樂（WWE）旗下的退休職業摔角選手。
洛德·道格摔角事業期间曾获一次WWE硬蕊冠軍、一次WWF洲際冠軍、一次WWE雙打冠軍（與比利·剛恩一次）及五次WWF雙打冠軍（與比利·剛恩五次）。